# Kil, Enköpings kommun
Kil är en by i norra delen av Tillinge socken i västra delen av Enköpings kommun, Uppland.
Byn består av enfamiljshus samt bondgårdar och är belägen vid länsväg C 510. Namnet kan ha sitt ursprung i belägenheten i en nordlig "kil" av Tillinge församling (socken).